# Virginia Rappe
Virginia Rappe (Chicago, 7 juli 1891 – San Francisco, 9 september 1921) was een Amerikaans actrice en model.

## Biografie
Virginia Caroline Rappe werd geboren in 1891 in Chicago. Haar moeder was ongehuwd en stierf toen Rappe 11 jaar oud was, waarna ze grootgebracht werd bij haar grootmoeder. Ze begon op 14-jarige leeftijd te werken als model. In 1916 verhuisde ze naar San Francisco om haar carrière als naaktmodel te vervolgen. Ze verloofde zich met kledingontwerper Robert Moscovitz, die kort na de verloving omkwam in een auto-ongeval. Daarna verhuisde ze naar Los Angeles en verkreeg van regisseur Fred Balshofer in 1917 een belangrijke rol in zijn film Paradise Garden. Dat jaar acteerde ze in de film Over the Rine naast de toen nog onbekende Rudolph Valentino, maar de film werd opnieuw gemonteerd en pas in 1920 uitgebracht onder de naam An Adventuress en later in 1922 als The Isle of Love. In 1919 begon ze een relatie met regisseur-producent Henry Lehrman. Ze trad op in minstens vier films van Lehrman. Omdat er veel van Lehrmans-films verloren zijn gegaan, is niet exact bekend hoeveel rollen ze gespeeld heeft.

Rappe was op 5 september 1921 op een feest in een hotel in San Francisco, georganiseerd door Roscoe 'Fatty' Arbuckle. Ze werd daar ernstig ziek, hetgeen volgens de hoteldokter vooral te wijten was aan overmatig drankgebruik. Ze kreeg morfine toegediend ter kalmering. Rappe had eigenlijk al een zeer zwakke gezondheid: ze leed aan een chronische blaasontsteking, die in combinatie met haar drankmisbruik hevige pijnen veroorzaakte. Twee dagen na het voorval moest ze worden opgenomen in het ziekenhuis, waar een vriendin van haar, genaamd Bambina Maude Delmont, beweerde dat Rappe zou zijn verkracht door Roscoe Arbuckle. Bij een medisch onderzoek kon hiervoor echter geen bewijs worden gevonden. Rappe overleed na één dag in het ziekenhuis aan buikvliesontsteking, veroorzaakt door een gescheurde blaas. Arbuckle werd beschuldigd van eerst verkrachting en daarna doodslag, maar later vrijgesproken.

## Filmografie (selectie)
- The Foolish Virgin (1916)
- Paradise Garden (1917)
- Fantasy (1919)
- His Musical Sneeze (1919)
- A Twilight Baby (1920)
- The Isle of Love (1920)
- The Kick in High Life (1920)
- Wet and Warmer (1920)
- The Punch of the Irish (1921)
- A Game Lady (1921)